# Championnats du monde de billard
Cette page présente la liste des différents championnats du monde de billard organisés par une fédération internationale selon les variantes du billard américain, du blackball, du billard français, du snooker et du billard chinois.

## Billard américain

### Championnat du monde de billard américain (WPA)
Ce championnat de billard américain est organisé par l'association mondiale de pool et billard (World Pool-Billiard Association ou WPA).
| Édition | Lieu                          | Vainqueur              | Nationalité    | Finaliste         | Nationalité    |
| ------- | ----------------------------- | ---------------------- | -------------- | ----------------- | -------------- |
| 2022    | San Juan, Porto Rico          | Francisco Sanchez Ruiz | Espagne        | Wiktor Zielinski  | Pologne        |
| 2012    | Fujairah, Émirats arabes unis | Chang Jung-lin         | Taipei chinois | Fu Che-wei        | Taipei chinois |
| 2011    | Fujairah, Émirats arabes unis | Dennis Orcollo         | Philippines    | Niels Feijen      | Pays-Bas       |
| 2010    | Fujairah, Émirats arabes unis | Karl Boyes             | Angleterre     | Niels Feijen      | Pays-Bas       |
| 2008    | Fujairah, Émirats arabes unis | Ralf Souquet           | Allemagne      | Ronnie Alcano     | Philippines    |
| 2007    | Fujairah, Émirats arabes unis | Ronnie Alcano          | Philippines    | Dennis Orcollo    | Philippines    |
| 2005    | Fujairah, Émirats arabes unis | Wu Jiaqing             | Taipei chinois | Nick van den Berg | Pays-Bas       |
| 2004    | Fujairah, Émirats arabes unis | Efren Reyes            | Philippines    | Marlon Manalo     | Philippines    |

## Blackball

### Championnat du monde de blackball (WPA)
Ce championnat de blackball est organisé par l'association mondiale de pool et billard (World Pool-Billiard Association ou WPA). Les règles ont vigueur ont été établies lors d'une concertation en 2004 avant d'être ratifiées l'année suivante en prévision du premier championnat de la fédération prévu pour 2006.
| Édition | Lieu                    | Vainqueur           | Nationalité    | Finaliste            | Nationalité    |
| ------- | ----------------------- | ------------------- | -------------- | -------------------- | -------------- |
| 2022    | Albi, France            | Yannick Beaufils    | France         | Daniel Davy          | Angleterre     |
| 2022    | Albi, France            | Marion Jude         | France         | Deb Burchell         | Angleterre     |
| 2018    | Bridlington, Angleterre | Scott Gillespie     | Écosse         | Dean Shields         | Angleterre     |
| 2018    | Bridlington, Angleterre | Ashley Marie Bird   | Angleterre     | Emma Reeves          | Angleterre     |
| 2016    | Killarney, Irlande      | Liam Dunster        | Écosse         | Jon McAllister       | Angleterre     |
| 2016    | Killarney, Irlande      | Sabrilla Brunet (3) | France         | Sandra Bryan         | Irlande        |
| 2014    | Perth, Écosse           | Claudio Cassar      | Malte          | Paul Vincent Bennett | Afrique du Sud |
| 2014    | Perth, Écosse           | Sabrilla Brunet (2) | France         | Aspra Panchoo        | Afrique du Sud |
| 2012    | Blackpool, Angleterre   | Gavin Phillips      | Écosse         | Jimmy Carney         | Angleterre     |
| 2012    | Blackpool, Angleterre   | Sabrilla Brunet     | France         | Claire Dempster      | Écosse         |
| 2010    | Limoges, France         | Jayson Shaw         | Écosse         | Sébastien Ramier     | France         |
| 2010    | Limoges, France         | Claire Dempster     | Écosse         | Emillie Gilberto     | France         |
| 2008    | Mbabane, Eswatini       | Wetsi Morake        | Afrique du Sud | Yulan Govender       | Afrique du Sud |
| 2008    | Mbabane, Eswatini       | Apsra Panchoo       | Afrique du Sud | Amanda Watson        | Angleterre     |
| 2006    | Cork, Irlande           | Andy Lucas          | Angleterre     | Simon Ward           | Pays de Galles |
| 2006    | Cork, Irlande           | Amanda Watson       | Angleterre     | Shona Lucas          | Écosse         |

### Championnat du monde de blackball (WEPF)
Ce championnat de blackball est organisé par l'association mondiale de billard à huit bandes (World Eightball Pool Federation ou WEPF). Celui-ci s'est déroulé durant vingt-deux années consécutives à Blackpool en Angleterre, jusqu'en 2022 où il fut organisé à Killarney en Irlande. Les règles de la WPEF ont été établies en 1998 et modifiées pour le jeu professionnel en 2022.
| Édition | Lieu                   | Vainqueur            | Nationalité     | Finaliste          | Nationalité     |
| ------- | ---------------------- | -------------------- | --------------- | ------------------ | --------------- |
| 2023    | Agadir, Maroc          | Clayton Castaldi     | Malte           | Josh Kane          | Angleterre      |
| 2023    | Agadir, Maroc          | Marion Jude          | France          | Harriet Haynes     | Angleterre      |
| 2022    | Killarney, Irlande     | Ronan McCarthy       | Irlande du Nord | Chris Day          | Angleterre      |
| 2022    | Killarney, Irlande     | Barbara Taylor (2)   | Angleterre      | Sarah Coxon        | Pays de Galles  |
| 2019    | Blackpool, Angleterre  | Mick Hill (6)        | Angleterre      | Dom Cooney         | Angleterre      |
| 2019    | Blackpool, Angleterre  | Amy Beauchamp (3)    | Angleterre      | Sharon James       | Angleterre      |
| 2018    | Blackpool, Angleterre  | Mick Hill (5)        | Angleterre      | Phil Harrison      | Angleterre      |
| 2018    | Blackpool, Angleterre  | Barbara Taylor       | Angleterre      | Sharon James       | Angleterre      |
| 2017    | Blackpool, Angleterre  | Mick Hill (4)        | Angleterre      | Phil Harrison      | Angleterre      |
| 2017    | Blackpool, Angleterre  | Amy Beauchamp (2)    | Angleterre      | Kerry Griffiths    | Angleterre      |
| 2016    | Blackpool, Angleterre  | Shaun Chipperfield   | Angleterre      | Karl Sutton        | Angleterre      |
| 2016    | Blackpool, Angleterre  | Sabrilla Brunet      | France          | Amy Beauchamp      | Angleterre      |
| 2015    | Blackpool, Angleterre  | Mick Hill (3)        | Angleterre      | Nigel Clarke       | Angleterre      |
| 2015    | Blackpool, Angleterre  | Amy Beauchamp        | Angleterre      | Emma Wilkinson     | Angleterre      |
| 2014    | Blackpool, Angleterre  | Tom Cousins (2)      | Pays de Galles  | Giuseppe d'Imperio | Angleterre      |
| 2014    | Blackpool, Angleterre  | Kirsty Lee Davis     | Pays de Galles  | Amy Beauchamp      | Angleterre      |
| 2013    | Blackpool, Angleterre  | Tom Cousins          | Pays de Galles  | Craig Waddingham   | Angleterre      |
| 2013    | Blackpool, Angleterre  | Emma Cunningham (3)  | Irlande du Nord | Barbara Taylor     | Angleterre      |
| 2012,   | Blackpool, Angleterre  | John Roe             | Angleterre      | Lee Kendall        | Angleterre      |
| 2012,   | Blackpool, Angleterre  | Sue Thompson (11)    | Écosse          | Sharon Wright      | Angleterre      |
| 2011,   | Blackpool, Angleterre  | Adam Davis           | Angleterre      | Phil Harrison      | Angleterre      |
| 2011,   | Blackpool, Angleterre  | Emma Cunningham (2)  | Irlande du Nord | Renata Delahunty   | Australie       |
| 2010    | Blackpool, Angleterre  | Mick Hill (2)        | Angleterre      | Gareth Potts       | Angleterre      |
| 2010    | Blackpool, Angleterre  | Sue Thompson (10)    | Écosse          | Emma Cunningham    | Irlande du Nord |
| 2009    | Blackpool, Angleterre  | Phil Harrison        | Angleterre      | Mick Hill          | Angleterre      |
| 2009    | Blackpool, Angleterre  | Sue Thompson (9)     | Écosse          | Emma Cunningham    | Irlande du Nord |
| 2008    | Blackpool, Angleterre  | Gareth Potts (3)     | Angleterre      | Jason Twist        | Angleterre      |
| 2008    | Blackpool, Angleterre  | Lynette Horsburgh    | Écosse          | Barbara Taylor     | Angleterre      |
| 2007    | Blackpool, Angleterre  | Gareth Potts (2)     | Angleterre      | Mick Hill          | Angleterre      |
| 2007    | Blackpool, Angleterre  | Sue Thompson (8)     | Écosse          | Emma Cunningham    | Irlande du Nord |
| 2006    | Blackpool, Angleterre  | Mark Selby           | Angleterre      | Darren Appleton    | Angleterre      |
| 2006    | Blackpool, Angleterre  | Sue Thompson (7)     | Écosse          | Emma Cunningham    | Irlande du Nord |
| 2005    | Blackpool, Angleterre  | Gareth Potts         | Angleterre      | Chris Melling      | Angleterre      |
| 2005    | Blackpool, Angleterre  | Emma Cunningham      | Irlande du Nord | Sue Thompson       | Écosse          |
| 2004    | Blackpool, Angleterre  | Mick Hill            | Angleterre      | Darren Appleton    | Angleterre      |
| 2004    | Blackpool, Angleterre  | Sue Thompson (6)     | Écosse          | Emma Cunningham    | Irlande du Nord |
| 2003    | Blackpool, Angleterre  | Chris Melling (2)    | Angleterre      | Jason Twist        | Angleterre      |
| 2003    | Blackpool, Angleterre  | Sue Thompson (5)     | Écosse          | Lisa Quick         | Angleterre      |
| 2002    | Blackpool, Angleterre  | Jason Twist (2)      | Angleterre      | Yannick Beaufils   | France          |
| 2002    | Blackpool, Angleterre  | Sue Thompson (4)     | Écosse          | Lisa Quick         | Angleterre      |
| 2001    | Blackpool, Angleterre  | Chris Melling        | Angleterre      | Rob McKenna        | Pays de Galles  |
| 2001    | Blackpool, Angleterre  | Lisa Quick (2)       | Angleterre      | Linda Leadbetter   | Angleterre      |
| 2000    | Blackpool, Angleterre  | Jason Twist          | Angleterre      | Carl Morris        | Angleterre      |
| 2000    | Blackpool, Angleterre  | Sue Thompson (3)     | Écosse          | Linda Leadbitter   | Angleterre      |
| 1999    | Blackpool, Angleterre  | Quinten Hann         | Australie       | Terry Hunt         | Angleterre      |
| 1999    | Blackpool, Angleterre  | Lisa Quick           | Angleterre      | Linda Leadbitter   | Angleterre      |
| 1998    | Blackpool, Angleterre  | Carl Morris          | Angleterre      | Keith Brewer       | Angleterre      |
| 1998    | Blackpool, Angleterre  | Linda Leadbitter (3) | Angleterre      | Sue Thompson       | Écosse          |
| 1997    | Manchester, Angleterre | Rob McKenna (2)      | Pays de Galles  | Lee Kendall        | Angleterre      |
| 1997    | Manchester, Angleterre | Sue Thompson (2)     | Écosse          | Linda Leadbitter   | Angleterre      |
| 1996    | Manchester, Angleterre | Greg Farren          | Irlande         | Tony Holgate       | Irlande         |
| 1996    | Manchester, Angleterre | Sue Thompson         | Écosse          | Rosalia Diliberto  | France          |
| 1995    | Chorley, Angleterre    | Daz Ward             | Angleterre      | Jason Twist        | Angleterre      |
| 1995    | Chorley, Angleterre    | Linda Leadbitter (2) | Angleterre      | Sue Thompson       | Écosse          |
| 1994    | Manchester, Angleterre | Rob McKenna          | Pays de Galles  | Greg Farren        | Irlande         |
| 1994    | Manchester, Angleterre | Linda Leadbitter     | Angleterre      | Sue Thompson       | Écosse          |
| 1993    | Manchester, Angleterre | Kevin Wright         | Angleterre      | Nigel Davis        | Pays de Galles  |
| 1993    | Manchester, Angleterre | Linda Moffat         | Angleterre      | Natalie Froling    | Australie       |

### Championnat du monde de blackball (IPA)
Ce championnat de blackball est organisé par l'association internationale du billard professionnel (International Professional Pool Association ou IPA). Celle-ci utilise les mêmes règles que la WPA.
| Édition | Lieu                 | Vainqueur          | Nationalité     | Finaliste          | Nationalité     |
| ------- | -------------------- | ------------------ | --------------- | ------------------ | --------------- |
| 2024    | Bradford, Angleterre | Gareth Hibbott (2) | Angleterre      | Jake-Dylan Newlove | Angleterre      |
| 2024    | Bradford, Angleterre | Keira Whitcombe    | Pays de Galles  | Rhiannon Graham    | Angleterre      |
| 2022    | Bradford, Angleterre | Liam Dunster       | Écosse          | Gareth Hibbott     | Angleterre      |
| 2022    | Bradford, Angleterre | Harriet Haynes     | Angleterre      | Deb Burchell       | Angleterre      |
| 2020    | Bradford, Angleterre | Jon McAllister     | Angleterre      | Aaron Davies       | Angleterre      |
| 2020    | Bradford, Angleterre | Amy Beauchamp      | Angleterre      | Emma Cunningham    | Irlande du Nord |
| 2019    | Bradford, Angleterre | Marc Farnsworth    | Angleterre      | Tom Cousins        | Pays de Galles  |
| 2019    | Bradford, Angleterre | Emma Cunningham    | Irlande du Nord | Kerry Griffiths    | Angleterre      |
| 2018    | Bradford, Angleterre | Ben Davies         | Pays de Galles  | Simon Ward         | Pays de Galles  |
| 2018    | Bradford, Angleterre | Michelle Roonay    | Irlande du Nord | Collette Henriksen | Irlande du Nord |
| 2017    | Bradford, Angleterre | Craig Marsh        | Pays de Galles  | Simon Fitzsimmons  | Angleterre      |
| 2017    | Bradford, Angleterre | Collette Henriksen | Irlande du Nord | Leanne Evans       | Pays de Galles  |
| 2016,   | Bradford, Angleterre | Gareth Hibbott (1) | Angleterre      | Craig Marsh        | Pays de Galles  |
| 2016,   | Bradford, Angleterre | Deb Burchell (2)   | Angleterre      | Shona Lucas        | Écosse          |
| 2015    | Bradford, Angleterre | Jack Whelan        | Angleterre      | Jason Twist        | Angleterre      |
| 2015    | Bradford, Angleterre | Deb Burchell       | Angleterre      | Shona Lucas        | Écosse          |
| 2014    | Bradford, Angleterre | Gareth Potts       | Angleterre      | Clint I'Anson      | Angleterre      |

### Championnat du monde de blackball (PPPO)
Ce championnat de blackball est organisé par l'organisation des joueurs professionnels de billard (Professional Pool Players Organisation ou PPPO). En 1985, la PPPO (aussi connue à l'époque sous le sigle EUKPF) a organisé son premier championnat selon les règles de l'English Pool Association (EPA) qui prévalaient jusqu'à la ratification des règles de la World Eightball Pool Federation (WEPF) en 1998. Ce tournoi s'est tenu chaque année de 1996 à 2005.
| Édition | Lieu                    | Vainqueur        | Nationalité    | Finaliste      | Nationalité     |
| ------- | ----------------------- | ---------------- | -------------- | -------------- | --------------- |
| 2005    | Bridlington, Angleterre | Ben Davies       | Pays de Galles | Derek Murphy   | Écosse          |
| 2004    | Bridlington, Angleterre | Andy Lucas (2)   | Angleterre     | Rob Hill       | Angleterre      |
| 2003    | Bridlington, Angleterre | Rob Hill         | Angleterre     | Antz Morrison  | Écosse          |
| 2002    | Lerwick, Écosse         | Steve Sanders    | Angleterre     | Andy Lucas     | Angleterre      |
| 2001    | Morecambe, Angleterre   | Ross McInnes (4) | Écosse         | Rob Chambers   | Angleterre      |
| 2000    | Bridlington, Angleterre | Ross McInnes (3) | Écosse         | Steve Sanders  | Angleterre      |
| 1999    | Morecambe, Angleterre   | Andy Lucas       | Écosse         | Ronan McCarthy | Irlande du Nord |
| 1998    | Morecambe, Angleterre   | Ross McInnes (2) | Écosse         | Steve Sanders  | Angleterre      |
| 1997    | Morecambe, Angleterre   | Kevin Treanor    | Écosse         | Ronan McCarthy | Irlande du Nord |
| 1996    | Morecambe, Angleterre   | Ross McInnes     | Écosse         | Mark White     | Angleterre      |
| 1985    | Londres, Angleterre     | Jim Rempe        | États-Unis     | Joe Barbara    | Angleterre      |

## Billard français
Organisés depuis 1928 par l'Union mondiale du billard (UMB), les championnats du monde de billard carambole n'existent plus depuis 2012 que sous la variante dite « à trois bandes » ; d'autres catégories ont cependant existé, parmi lesquelles :
- Le championnat du monde de billard carambole à 1 bande (1934-2004) ;
- Le championnat du monde de billard carambole en cadre 47/1 (1967-1987) ;
- Le championnat du monde de billard carambole en cadre 47/2 (1949-2003) ;
- Le championnat du monde de billard carambole en cadre 71/2 (1930-2000) ;
- Le championnat du monde de billard carambole artistique (1936-2012) ;
- Le championnat du monde de billard carambole en partie libre (1928-1969) ;
- Le championnat du monde de billard carambole pentathlon (1934-2001).

## Billard chinois

### Championnat du monde de billard chinois (CBSA)
Ce championnat est organisé par la Chinese Billiards and Snooker Association (CBSA).
| Edition | Lieu          | Vainqueur       | Nationalité | Finaliste      | Nationalité |
| ------- | ------------- | --------------- | ----------- | -------------- | ----------- |
| 2019    | Yushan, Chine | Zheng Yubo (2)  | Chine       | Zhao Ruliang   | Chine       |
| 2019    | Yushan, Chine | Chen Siming (2) | Chine       | Wang Ye        | Chine       |
| 2018    | Yushan, Chine | Zheng Yubo      | Chine       | Chris Melling  | Angleterre  |
| 2018    | Yushan, Chine | Han Yu          | Chine       | Liu Shasha     | Chine       |
| 2017    | Yushan, Chine | Fan Yang        | Chine       | Bing Jie Chu   | Chine       |
| 2017    | Yushan, Chine | Fu Xiaofang     | Chine       | Jin Peng Yu    | Chine       |
| 2016    | Yushan, Chine | Shi Hanqing     | Chine       | Mick Hill      | Angleterre  |
| 2016    | Yushan, Chine | Chen Siming     | Chine       | Kelly Fisher   | Angleterre  |
| 2015    | Yushan, Chine | Darren Appleton | Angleterre  | Mark Selby     | Angleterre  |
| 2015    | Yushan, Chine | Bai Ge          | Chine       | Zhang Xiaotong | Chine       |

## Snooker
Le championnat du monde de snooker est organisé au Crucible Theatre de Sheffield en Angleterre par la World Professional Billiards and Snooker Association (WPBSA) depuis 1927.

### Sources
- (en) Cet article est partiellement ou en totalité issu de l’article de Wikipédia en anglais intitulé « List of world eight-ball champions » (voir la liste des auteurs).